# اورد وینگیت
ژنرال وینگیت (انگلیسی: Orde Wingate; ۲۶ فوریهٔ ۱۹۰۳ – ۲۴ مارس ۱۹۴۴) فرد نظامی اهل بریتانیا بود.